# N408 (België)
De N408 is een gewestweg bij Kruibeke, België tussen de N419 en de rivier de Schelde waar het de fiets- en voetveer naar Hoboken verbindt. De weg heeft een lengte van ongeveer 650 meter en gaat via de Scheldelei.